# Cazoo
Cazoo es una empresa británica que se dedica a la reventa de automóviles en línea. Fundada por Alex Chesterman en 2018, tiene sede en Londres. Aunque llegó a extenderse a otros países europeos como Alemania, Francia, Italia y España, en septiembre de 2022 se vio obligada a retraerse y despedir a setecientos cincuenta empleados.